# Mario Catalá
Mario Sergio Catalá (Uruguay, 28 de agosto de 1944 - Chiclayo, Región de Lambayeque, 9 de marzo de 2013) fue un exfutbolista uruguayo nacionalizado peruano. Jugaba de delantero y militó en diversos clubes de Uruguay y Perú.

## Carrera
Después de haber jugado para Peñarol en su país de origen. Catalá se trasladó directamente a Perú, donde permaneció durante el resto de su carrera. Primero se unió a Alianza Lima, donde anotó tres goles en 12 partidos también llegó a jugar Libertadores con el equipo blanquiazul, durante la temporada 1967 estuvo en el Sport Boys del Callao, club donde anotó 7 goles. Su mejor temporada a nivel local, fue en el Descentralizado de 1968, donde anotó 9 goles en 25 partidos. También anotó ocho goles durante el Descentralizado 1969, convirtiéndose así en un referente para el cuadro chiclayano, el primer goleador uruguayo de un equipo peruano. Catalá continúo su carrera en el Club Deportivo Sima, Unión Tumán y finalmente regresa a Juan Aurich en 1974 (club donde terminó su carrera como futbolista). En su estadía en Perú, Catalá anotó 72 goles en 194 partidos, es admirable hasta el día de hoy por haber sido uno de los extranjeros más destacados en la mejor época del futbol peruano y sin tanto renombre en su espalda. 

## Entrenador
Desde luego de su retiro, se desempeñó como entrenador de divisiones menores, asimismo llegó a dirigir al equipo principal del Club Libertad de Trujillo en 1988 y Juan Aurich de Chiclayo entre 1990 y 1992. 
Catalá falleció el 9 de marzo de 2013 en la ciudad de Chiclayo, lugar de donde era su cónyuge.

## Clubes
| Club           | País    | Año       |
| -------------- | ------- | --------- |
| Peñarol        | Uruguay | 1963-1965 |
| Alianza Lima   | Perú    | 1966      |
| Sport Boys     | Perú    | 1967      |
| Juan Aurich    | Perú    | 1968-1969 |
| Bolívar        | Bolivia | 1969      |
| Deportivo Sima | Perú    | 1970      |
| Unión Tumán    | Perú    | 1971-1973 |
| Juan Aurich    | Perú    | 1974-1975 |

## Palmarés

### Campeonatos nacionales
| Título              | Club    | País    | Año  |
| ------------------- | ------- | ------- | ---- |
| Campeonato Uruguayo | Peñarol | Uruguay | 1964 |
| Campeonato Uruguayo | Peñarol | Uruguay | 1965 |